# Krzysztof Szymkowicz Szkliński
Krzysztof Szymkowicz Szkliński herbu Kościesza (zm. przed 17 grudnia 1642 roku) – sędzia łucki w latach 1634-1642, podsędek łucki w latach 1623-1634.
Deputat na Trybunał Główny Koronny z województwa wołyńskiego w 1615, 1626 roku.